# Jaskinia z Konkrecjami Niżnia
Jaskinia z Konkrecjami Niżnia (Dziura z Konkrecjami Niżnia) – jaskinia w Dolinie Kościeliskiej w Tatrach Zachodnich. Wejście do niej położone jest  w Wąwozie Kraków, w stoku opadającym spod Upłazkowej Turni, na wysokości 1190 metrów n.p.m. Długość jaskini wynosi 9,5 metrów, a jej deniwelacja 2 metry.

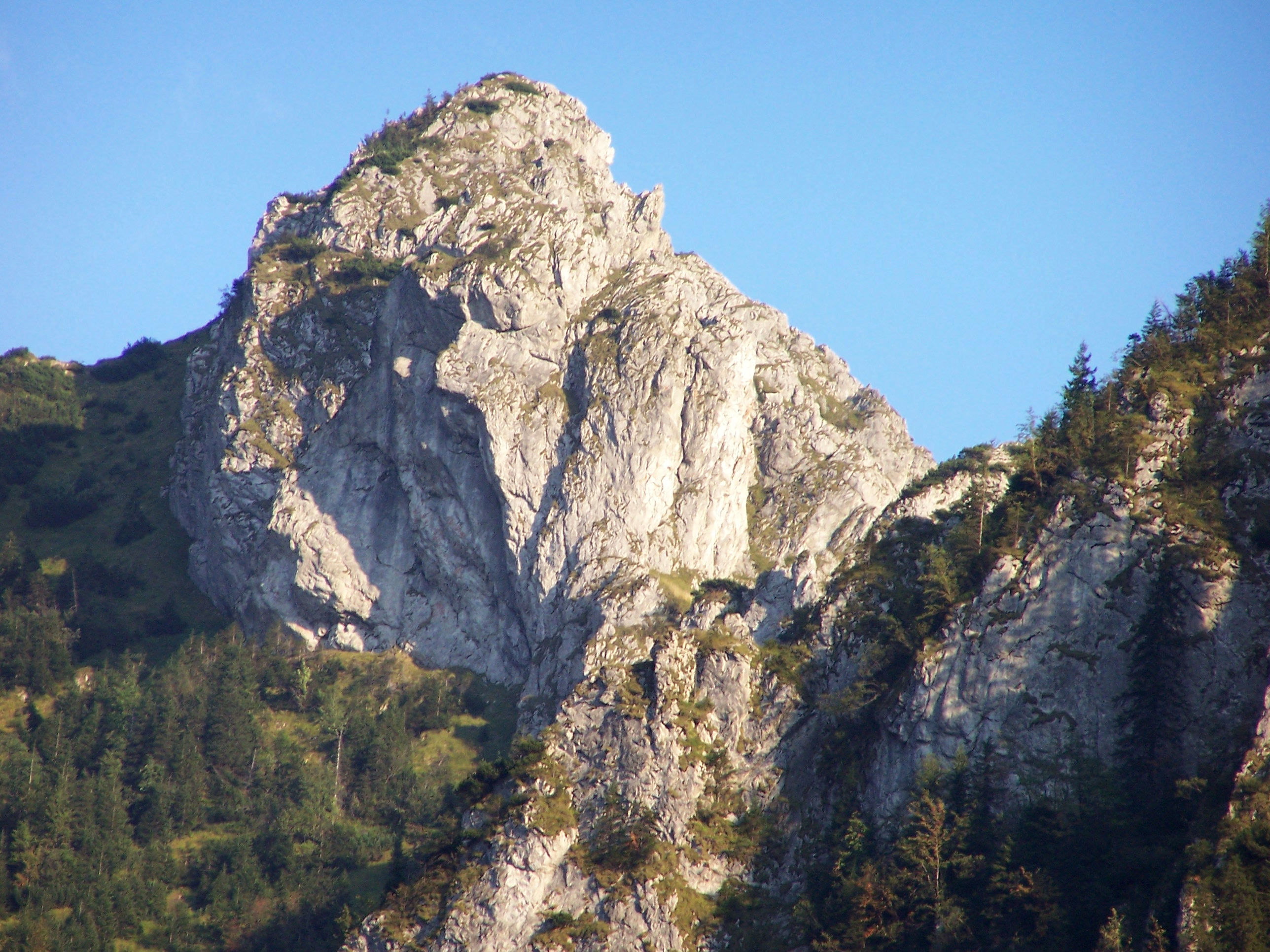
Upłazkowa Turnia

## Opis jaskini
Jaskinię stanowi poziomy, szczelinowy korytarz zaczynający się w olbrzymim otworze wejściowym i rozgałęziający się po 4 metrach. Stąd na prawo idzie krótki, poziomy korytarz, na lewo ciasny korytarzyk prowadzący stromo do góry.

## Przyroda
W jaskini nie występują nacieki. Ściany są mokre, płynie po nich woda. Roślinności brak. 

## Historia odkryć
Jaskinia była prawdopodobnie znana od dawna. Nazwę "Dziura z Konkrecjami Niżnia " nadał jej Z. Wójcik w 1966 roku, gdyż w jaskini występują konkrecje cementacyjne. Jej plan i opis sporządził M. Kardaś przy współpracy R. Kardaś i E. Kuźniak w 1977 roku.